# Justine Ghekiere
Justine Ghekiere (Izegem, 14 maggio 1996) è una ciclista su strada belga che corre per il team AG Insurance-Soudal Team.

## Palmarès
- 2023 (AG Insurance-Soudal Quick-Step, una vittoria)

Classifica generale Setmana Ciclista Valenciana
- 2024 (AG Insurance-Soudal Team, una vittoria)

7ª tappa Tour de France (Champagnole > Le Grand Bornard)

### Altri successi
- 2022 (Plantur-Pura)

Classifica scalatrici Thüringen Ladies Tour
- 2023 (AG Insurance-Soudal Quick-Step)

Classifica scalatrici Setmana Ciclista Valenciana
- 2024 (AG Insurance-Soudal Team)

Classifica scalatrici Volta Ciclista a Catalunya Femenina
Classifica scalatrici Giro d'Italia
Classifica scalatrici Tour de France

## Piazzamenti

### Grandi Giri
- Giro d'Italia

2023: 24ª
2024: 32ª
- Tour de France

2023: 22ª
2024: 30ª
- Vuelta a España

2024: non partita (4ª tappa)

### Competizioni mondiali
- Campionati del mondo

Wollongong 2022 - In linea Elite: 19ª
Glasgow 2023 - In linea Elite: 22ª
- Giochi olimpici

Parigi 2024 - In linea: 24ª

### Competizioni continentali
- Campionati europei

Monaco di Baviera 2022 - In linea Elite: 34ª